# Troy Glaus
Troy Edward Glaus, född den 3 augusti 1976 i Tarzana i Kalifornien, är en amerikansk före detta professionell basebollspelare som tog brons för USA vid olympiska sommarspelen 1996 i Atlanta.
Glaus spelade därefter 13 säsonger i Major League Baseball (MLB) 1998–2010. Han spelade för Anaheim Angels (1998–2004), Arizona Diamondbacks (2005), Toronto Blue Jays (2006–2007), St. Louis Cardinals (2008–2009) och Atlanta Braves (2010). Totalt spelade han 1 537 matcher med ett slaggenomsnitt på 0,254, 320 homeruns och 950 RBI:s (inslagna poäng).
Glaus togs fyra gånger ut till MLB:s all star-match och vann två Silver Slugger Awards. 2002 vann han World Series med Anaheim Angels och utsågs även till mest värdefulla spelare (MVP) i World Series.